# Sepa (Salavere)
Koordinaten: 58° 22′ N, 22° 38′ O
Sepa ist ein Ort auf der größten estnischen Insel Saaremaa. Bis 2017 war Sepa ein eigenständiges Dorf (estnisch küla) in der Landgemeinde Pihtla (Pihtla vald) im Kreis Saare, dann wurde es bei der Bildung der neuen Landgemeinde Saaremaa ein Teil des Dorfes Salavere.

## Einwohnerschaft
Das Dorf hat vierzehn Einwohner (Stand 31. Dezember 2011).